# Illa d'Okinawa
Okinawa és l'illa més gran de l'Arxipèlag Okinawa i també del de Ryūkyū del Japó a l'oceà Pacífic. La Prefectura d'Okinawa, s'estenia sobre 2.265 km² i 1.345.000 habitants el 2003. Okinawa es coneix per ser el lloc on va néixer una popular art marcial: el karate. Entre març i juny de 1945 va ser l'escenari de la batalla d'Okinawa, entre els EUA i el Japó durant la Segona Guerra Mundial.

## Demografia

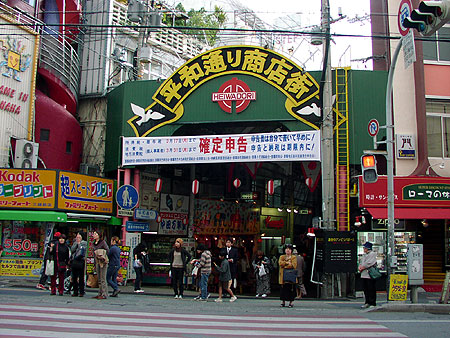
Naha

La zona més septentrional de l'illa té una densitat de població escassa, ja que la majoria dels habitants es concentren a la part meridional, densament urbanitzada, especialment en l'àrea de la ciutat de Naha i el passadís urbà que la uneix amb la ciutat d'Okinawa.

## Clima
L'illa té un clima subtropical que hi permet l'existència d'un dens bosc a la part nord. L'estació plujosa comença a la fi de la primavera.

## Geografia
L'extrem sud d'Okinawa es compon majoritàriament d'esculls de corall elevats, fets de pedra calcària de fàcil erosió, la qual cosa ha propiciat la formació de multitud d'avencs i coves, la més famosa de les quals és Gyokusendo (Tamagusuku), amb un tram de prop de 850 m obert a visites turístiques. En canvi, la part septentrional de l'illa té una proporció més elevada de roques ígnies.